# Liste der Kulturdenkmäler in Weilerbach
In der Liste der Kulturdenkmäler in Weilerbach sind alle Kulturdenkmäler der rheinland-pfälzischen Ortsgemeinde Weilerbach aufgeführt. Grundlage ist die Denkmalliste des Landes Rheinland-Pfalz (Stand: 21. Juli 2023).

## Einzeldenkmäler
| Bezeichnung                         | Lage                                            | Baujahr                            | Beschreibung | Bild                           |
| ----------------------------------- | ----------------------------------------------- | ---------------------------------- | --- | ------------------------------ |
| Kriegerdenkmal                      | Friedensstraße, auf dem Friedhof Lage           | nach 1871                          | Kriegerdenkmal 1870/71, Obelisk, nach 1871 | Fotos hochladen                |
| Wohn- und Geschäftshaus             | Hauptstraße 9 Lage                              | um 1900                            | gründerzeitliches Wohn- und Geschäftshaus, teilweise klinkerverblendet, um 1900 | Fotos hochladen                |
| Wohn- und Geschäftshaus             | Hauptstraße 11 Lage                             | 1895                               | gründerzeitliches Wohn- und Geschäftshaus, bezeichnet 1895 | Fotos hochladen                |
| Wohn- und Geschäftshaus             | Hauptstraße 12 Lage                             | 1897                               | gründerzeitlicher Sandsteinquaderbau, bezeichnet 1897 | Fotos hochladen                |
| Katholische Pfarrkirche Heiligkreuz | Kirchenstraße Lage                              | zweite Hälfte des 12. Jahrhunderts | Ostteile der mittelalterlichen Kirche im Neubau von 1930 bis 1933 (dreischiffige Pfeilerbasilika von Wilhelm Schulte II.), romanischer Chor mit frühgotischem Fenster, romanischer Kapellenanbau aus der zweiten Hälfte des 12. Jahrhunderts, frühgotischer Turm, oberstes Geschoss um 1500 | weitere Bilder Fotos hochladen |
| Grabmal                             | Kirchenstraße, bei der katholischen Kirche Lage | 1833                               | Grabmal, klassizistisch, bezeichnet 1833 | Fotos hochladen                |
| Protestantische Pfarrkirche         | Rummelstraße 18 Lage                            | 1897/98                            | neuspätromanischer Sandsteinquaderbau, 1897/98, Architekten Ludwig Levy, Karlsruhe, und Heinrich Jester, Speyer | Fotos hochladen                |
| Protestantisches Pfarrhaus          | Rummelstraße 20 Lage                            | 1821/22                            | nachbarocker Krüppelwalmdachbau, 1821/22 | weitere Bilder Fotos hochladen |
| Kriegerdenkmal                      | Schulstraße Lage                                | 1920er Jahre                       | Kriegerdenkmal 1914/18, 1920er Jahre, Kruzifix | BW                             |
| Kilometerstein                      | außerhalb des Ortes an der K 13                 | 19. Jahrhundert                    | zylindrischer Sandsteinpfosten, 19. Jahrhundert | Fotos hochladen                |